# Taeniodera oberthueri
Taeniodera oberthueri är en skalbaggsart som beskrevs av Lansberge 1887. Taeniodera oberthueri ingår i släktet Taeniodera och familjen Cetoniidae. Inga underarter finns listade i Catalogue of Life.